# Hały-Ług
Hały-Ług [ˈxawɨ ˈwuk] est un village polonais de la gmina de Szudziałowo dans le powiat de Sokółka et dans la voïvodie de Podlachie.